# Midex Airlines
Midex Airlines — вантажна авіакомпанія, що базується в Об'єднаних Арабських Еміратах. Отримавши ліцензію на вантажні та пасажирські перевезення у 2007 році, авіакомпанія зосередилася на регулярних вантажних перевезеннях. Перевезення пасажирів так і не розпочалося.
Midex завершила діяльність у 2015 році.

## Напрямки
Авіакомпанія Midex Airlines здійснювала вантажні перевезення ADHOC, здебільшого з міжнародного аеропорту Шарджі. Звичайні напрямки, включені до травня 2012 року:
- База ВПС Баграм, Кабул і Кандагар в Афганістані (A300 і 747)
- Карачі, Ісламабад, Сіалкот і Лахор у Пакистані (A300 і 747)
- Єкатеринбург в Росії (A300)
- Бергамо в Італії (A300)
- Дубай, Абу-Дабі та Фуджейра в Об'єднаних Арабських Еміратах (A300 і 747)
- Сана, Ємен (A300)
- Шанхай, Китай (747)
- Ріо-де-Жанейро, Бразилія (747)
- Амстердам, Нідерланди (747)
- Франкфурт Хан, Німеччина (747)
- Анкара, Туреччина (747)
- Мінськ, Білорусь (747)

З червня 2012 року єдиним пунктом призначення залишався Кабул, який обслуговувався B747.